# Nibelungen-Triathlon

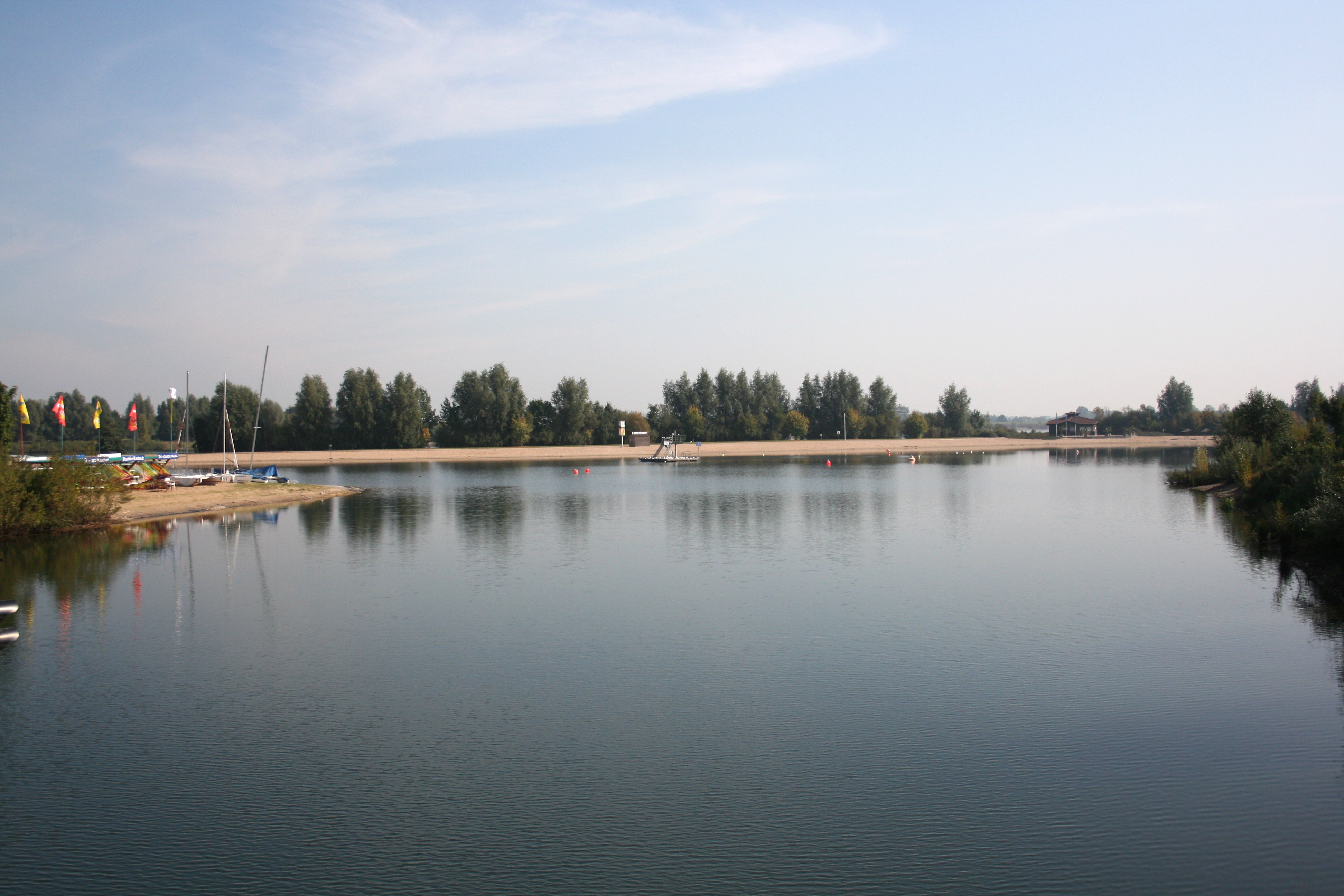
Xanten – Südsee – Freizeitzentrum

Der Nibelungen-Triathlon ist ein seit 1985 bestehender und seit 1987 jährlich durch den TuS Xanten ausgerichteter Triathlon im und um das Freizeitzentrum in Xanten.

## Organisation
1987 übernahm die im Jahr zuvor vom Xantener Lehrer Gerd Reinders, Vater der späteren mehrfachen Deutschen Meisterin Ina Reinders (* 1979), gegründeten Triathlon-Abteilung des TuS Xanten vom Stadtsportbund die Organisation des Nibelungen Triathlons. Die Teilnehmerzahl wuchs rasch von ursprünglich 520 Triathleten in 1987 – bereits zwei Jahre später wurde erstmals eine vierstellige Teilnehmerzahl in Xanten gezählt. 1993 musste ein Teil der Laufstrecke 24 Stunden vor dem Start wegen Überflutung verlegt und neu eingemessen werden. 1996 war der Nibelungen-Triathlon der erste Triathlon des irischen Sängers Joey Kelly, der im Jahr darauf als erster Mensch an acht Ironman-Wettkämpfen innerhalb von zwölf Monaten teilnahm.
Rasch wurde die Veranstaltung  zu einer der größeren Triathlon-Veranstaltungen Deutschlands. So wurden im Rahmen des Nibelungen-Triathlons zahlreiche Meisterschaften ausgetragen, wie beispielsweise die Deutschen Jugend-Meisterschaften 1995 und 2001 sowie der Junioren-Europacup 2001, die Deutsche Meisterschaft der Eliteklasse 1997 und die NRW-Meisterschaften 2002. Bis 2003 lag der Zieleinlauf im Archäologischen Park, dann wurde er vor das Strandbad verlegt. Der Nibelungen-Triathlon ist zudem seit 2000 regelmäßig einer von je fünf Wettkämpfen der Regionalliga der Männer und der NRW-Liga und Regionalliga der Frauen im Ligabetrieb des Nordrhein-Westfälischen Triathlon-Verbandes.
Nach dem fünfundzwanzigjährigen Jubiläum der Veranstaltung 2011 übergab Gerd Reinders die Organisation an ein vierköpfiges Team des TuS Xanten, zu dem auch der Bruder von Ina Reinders, Yves Reinders zählt. Der Nibelungen-Triathlon wird in drei Klassen, der olympischen Distanz, der sogenannten Draxi-Distanz und dem Staffel-Wettbewerb ausgetragen. Für die erstgenannten Distanzen ist dabei startberechtigt, wer im Kalenderjahr des aktuellen Wettbewerbs das 20. Lebensjahr vollendet hat.
2005, 2006 und erneut 2014 war auch der Triathlon-Weltmeister und Hawaii-Sieger Faris Al-Sultan (* 1978) in Xanten am Start und konnte das Rennen dreimal für sich entscheiden.
2013 musste die Teildisziplin Schwimmen wegen einer Blaualgen-Belastung des Sees entfallen und das Rennen wurde stattdessen als Duathlon ausgetragen. 2014 wurde hier die 30. Austragung gefeiert. Die Rennen fanden hier zuletzt am 1. September 2019 statt und am Nibelungen-Triathlon 2019 hatten rund 1600 Sportler teilgenommen. Der Wettbewerb für 2020 musste abgesagt werden, da eine Austragung nach Bauarbeiten und Umleitungen auf den Straßen der Umgebung nicht möglich sei.

## Wettkampfdistanzen

### Olympische Distanz (Kurzdistanz)
- 1,5 km Schwimmen über eine Wendepunktstrecke in der Xantener Nord- und Südsee
- 42 km Radfahren in fünf Runden über eine Wendepunktstrecke rund um das Freizeitzentrum; Helmpflicht und Windschattenfahrverbot
- 10 km Laufen in zwei Runden über eine Wendepunktstrecke rund um das Freizeitzentrum

| N ° | Datum/Jahr     | Männer              | Männer             | Männer           | Frauen                | Frauen              | Frauen                 |
| N ° | Datum/Jahr     | Erster Platz        | Zweiter Platz      | Dritter Platz    | Erster Platz          | Zweiter Platz       | Dritter Platz          |
| --- | -------------- | ------------------- | ------------------ | ---------------- | --------------------- | ------------------- | ---------------------- |
| 37  | 2023           | Jens Gosebrink      | Philipp Jung       | Kai Bitschinski  | Simone Terheggen      | Janina Ertmer       | Angela Tempesta        |
| 36  | 2022           | Tom Hug             | Fernando Concha    | Janis Adamek     | Sabine Lischka -2-    | Andrea Osterkamp    | Kira Puschnigg         |
| 35  | 1. Sep. 2019   | Timo Schaffeld      | Armin Gero Beus    | Ajosha Pilot     | Sabine Lischka        | Daniela Zoll        | Vera Jonkhans          |
| 34  | 2. Sep. 2018   | Andreas Niedrig     | Fernando Concha    | Armin Gero Beus  | Angela Tempesta       | Constanze Eick      | Tina Rietzschel        |
| 33  | 3. Sep. 2017   | Johann Ackermann    | Timo Schaffeld     | Stefan Werner    | Gitti Thimm           | Jana Hohl           | Silke Neumann          |
| 32  | 4. Sep. 2016   | Daniel Heddendorp   | Timo Schaffeld     | Sven Wies        | Daphne Schuhmachers   | Angela Tempesta     | Simone Terheggen       |
| 31  | 6. Sep. 2015   | Sven Wies           | Uwe Röpstorf       | Timo Schaffeld   | Steffie Alscher       | Chantal Gobrecht    | Meike Woger            |
| 30  | 7. Sep. 2014   | Faris Al-Sultan -3- | Daniel Heddendorp  | Olivier Esser    | Melanie Kroniger      | Sabine Dettmar      | Annika Jörke           |
| 29  | 8. Sep. 2013 * | Martin Volmering    | Roman Dülks        | Guido Berg3 *    | Annika Spronk         | Sabine Dettmar      | Amrei Maier            |
| 28  | 9. Sep. 2012   | Olivier Kalmes      | Andreas List       | Tobias Barth     | Kristina Ziemons      | Linda Schücker      | Astrid Ganzow          |
| 27  | 11. Sep. 2011  | Rene Dörmbach       | Andre Pabich       | Jan Seewald      | Franziska Scheffler   | Mareen Hufe         | Vera Hansch            |
| 26  | 5. Sep. 2010   | Yannic Stollenwerk  | David Jeckel       | Uwe Kramp        | Vera Hansch           | Dorotheé Steinborn  | Franziska Scheffler    |
| 25  | 6. Sep. 2009   | Stefan Werner -4-   | Steffen Schlumbohn | David Nyeste     | Ina Reinders -5-      | Melanie Schwalbe    | Katjana Quest-Altrogge |
| 24  | 7. Sep. 2008   | Stefan Werner -3-   | Niclas Bock        | Mark Rossmanek   | Silke Hamacher        | Nicole Kons         | Petra Krallmann-Brüll  |
| 23  | 9. Sep. 2007   | Stefan Werner -2-   | Patrick Loeb       | Christian Thomas | Petra Krallmann-Brüll | Anne-Karen Gottwald | Silke Hamacher         |
| 22  | 10. Sep. 2006  | Faris Al-Sultan -2- | Stefan Werner      | Patrick Lange    | Sione Jongstra -2-    | Rahel Bellinga      | Rita Keitmann          |
| 21  | 4. Sep. 2005   | Faris Al-Sultan -1- | Stefan Werner      | Sven Imhoff      | Ina Reinders -4-      | Melanie Schwalbe    | Maren Wolter           |
| 20  | 5. Sep. 2004   | Stefan Werner -1-   | Yves Reinders      | Dirk Schmale     | Ina Reinders -3-      | Wenke Kujala        | Silke Hamacher         |
| 19  | 7. Sep. 2003   | Christian Billau    | Thomas Seelen      | Udo Voss         | Sione Jongstra -1-    | Ina Reinders        | Isa Roth               |
| 18  | 1. Sep. 2002   | Lars Gäbler         | Christian Billau   | Gerrit Schütte   | Ina Reinders -2-      | Antje Christ        | Marion Winter          |
| 17  | 11. Sep. 2001  | Sebastian Dehmer    | Steffen Justus     | Danylo Sapunow   | Janine Härtel         | Giunia Chenevier    | Ricarda Lisk           |
| 16  | 3. Sep. 2000   | Ingmar Lundström    | Andreas Rester     | Martin Schaaf    | Ina Reinders -1-      | Manuela Dierkes     | Daniela Preukschat     |
| 15  | 5. Sep. 1999   |                     |                    |                  | Manuela Dierkes       |                     |                        |
| 14  | 6. Sep. 1998   |                     |                    |                  |                       |                     |                        |
| 13  | 6. Sep. 1997   | Roland Knoll        | Ralf Eggert        | Markus Forster   | Ines Estedt           | Joelle Franzmann    | Anja Dittmer           |
| 12  | 12. Sep. 1996  |                     |                    |                  |                       |                     |                        |
| 11  | 3. Sep. 1995   |                     |                    |                  |                       |                     |                        |
| 10  | 1994           |                     |                    |                  |                       |                     |                        |
| 09  | 1993           |                     |                    |                  |                       |                     |                        |
| 08  | 1992           |                     |                    |                  |                       |                     |                        |
| 07  | 1991           |                     |                    |                  |                       |                     |                        |
| 06  | 1990           |                     |                    |                  |                       |                     |                        |
| 05  | 1989           |                     |                    |                  |                       |                     |                        |
| 04  | 1988           |                     |                    |                  |                       |                     |                        |
| 03  | 1987           |                     |                    |                  |                       |                     |                        |
| 02  | 1986           |                     |                    |                  |                       |                     |                        |
| 01  | 1985           |                     |                    |                  |                       |                     |                        |

| DTU-Deutsche Triathlon-Meisterschaft Kurzdistanz | ETU-Junioren Europacup Kurzdistanz |

### Draxi-Distanz
- 500 m Schwimmen über eine Zielpunktstrecke in der Xantener Nord- und Südsee
- 17 km Radfahren in 2 Runden über eine Wendepunktstrecke rund um das Freizeitzentrum; Helmpflicht und Windschattenfahrverbot
- 5 km Laufen über eine Wendepunktstrecke rund um das Freizeitzentrum

### Nachwuchs-Cup

#### Junioren und Jugend A
- 750 m Schwimmen über eine Zielpunktstrecke in der Xantener Nord- und Südsee
- 20 km Radfahren in 2 Runden über eine Wendepunktstrecke rund um das Freizeitzentrum; Helmpflicht; Windschattenfahrverbot aufgehoben
- 5 km Laufen über eine Wendepunktstrecke rund um das Freizeitzentrum

#### Jugend B
- 500 m Schwimmen über eine Zielpunktstrecke in der Xantener Nord- und Südsee
- 10 km Radfahren über eine Wendepunktstrecke rund um das Freizeitzentrum; Helmpflicht; Windschattenfahrverbot aufgehoben
- 2,5 km Laufen über eine Wendepunktstrecke rund um das Freizeitzentrum